# Bob Rusche
Bob Rusche (24 oktober 1958) is een Nederlandse radio-dj.
Rusche werkte tussen 1980 en 2008 bij de platenzaak Boudisque in Amsterdam. Daarnaast werkte hij bij de fonotheek van het NOB. Door deze functies bouwde hij een grote muziekkennis op. Op Kink FM presenteerde hij sinds 1999 samen met Arjen Grolleman het radioprogramma X-Rated, een radioprogramma voor experimentele muziek, avant-garde, industrial, ambient en elektronische muziek. Na het overlijden van Grolleman begin 2010 bleef Rusche het programma alleen  presenteren en produceren. Op 25 september 2011 werd X-Rated voor het laatst uitgezonden via Kink FM. Nog geen 2 weken later, op 6 oktober dat jaar, maakte het programma een doorstart op de Concertzender.